# 仇连环
《仇连环》 是1972年張徹導演的香港功夫片，由陈观泰、王钟、井莉領銜主演。该片以上海滩黑帮争霸仇杀为题材的电影。

## 劇情簡介
在上海，一个拥有很多伙伴的人，他叫仇连环，他看上了一个黑帮公子喜欢的女人，于是他为了这个女人，自然是惹上了这个黑帮。
而令大部分人也没想到的是，黑帮的总头领并不想参与这件事情，但是黑帮的副头领却趁机想夺取位置，并且他还利用了很多人，决定用各种方式除掉仇连环这个对黑帮危险最大的人。

## 人物角色
| 演員   | 角色   | 備註 |
| ------ | ------ | --- |
| 陈观泰 | 仇连环 | 林更生的朋友 沈菊芳之情人 因为惹怒了黑帮，所以导致被黑帮报复，最后因为黑帮围攻而重伤死亡，死前杀死了曾根宝 |
| 井莉   | 沈菊芳 | 仇连环的恋人 在仇连环受伤的时候救了他                                                                      |
| 王锺   | 林更生 | 仇连环的朋友 曾根宝想收买仇连环的兄弟，可是只有他没同意，于是他被曾根宝杀死                                |
| 杨志卿 | 余震亭 | 黑帮总头目 看不上仇连环 后被曾根宝杀死                                                                     |
| 田青   | 余小开 | 黑帮总头目的独生子 后被曾根宝绑架，可能被杀                                                                |
| 杨斯   | 金四虎 | 小开的打手，后被曾根宝陷害致死                                                                             |
| 朱牧   | 曾根宝 | 黑帮总头目的副手 后被仇连环杀死                                                                            |

## 相關連結
- 豆瓣电影上《仇连环》的資料 （简体中文）
- 互联网电影数据库（IMDb）上《仇连环》的资料（英文）